# Jumeaux aux Jeux olympiques
Cet article traite de l'histoire des jumeaux aux Jeux Olympiques.

## Jeux olympiques antiques
Au temps de l'Olympie, pour éviter les tricheries, les jumeaux étaient sujet à une grande méfiance. Les athlètes grecs participaient aux jeux dans le plus simple appareil qui était un gage d'esthétisme, mais surtout devait empêcher toute substitution de personne, ce qui était plus compliqué pour les jumeaux, possible vainqueurs de plusieurs épreuves en s'économisant sur la durée de la compétition. Le public réjoui par la performance qu'il croyait d'un seul athlète se sentait comblé par « les dieux ».

## Jeux olympiques

### Histoire
Cette liste comprend des événements qui sont des premières où à caractères uniques et exceptionnels ;
- 1908 : Les jumeaux suédois Vilhelm et Eric Carlberg obtiennent la médaille d'argent en tir à la carabine par équipes[2], quatre ans plus tard aux jeux de Stockholm, deux médailles d'or et deux médailles d'argent viendront compléter leur razzia par équipes[3].
- 1924 : Les nageurs suédois Arne et Åke Borg sont les premiers jumeaux dizygotes[4] apparaissant dans une même finale olympique d'un sport individuel (400 mètres nage libre), médaille d'argent pour Arne et quatrième place pour Åke[5].

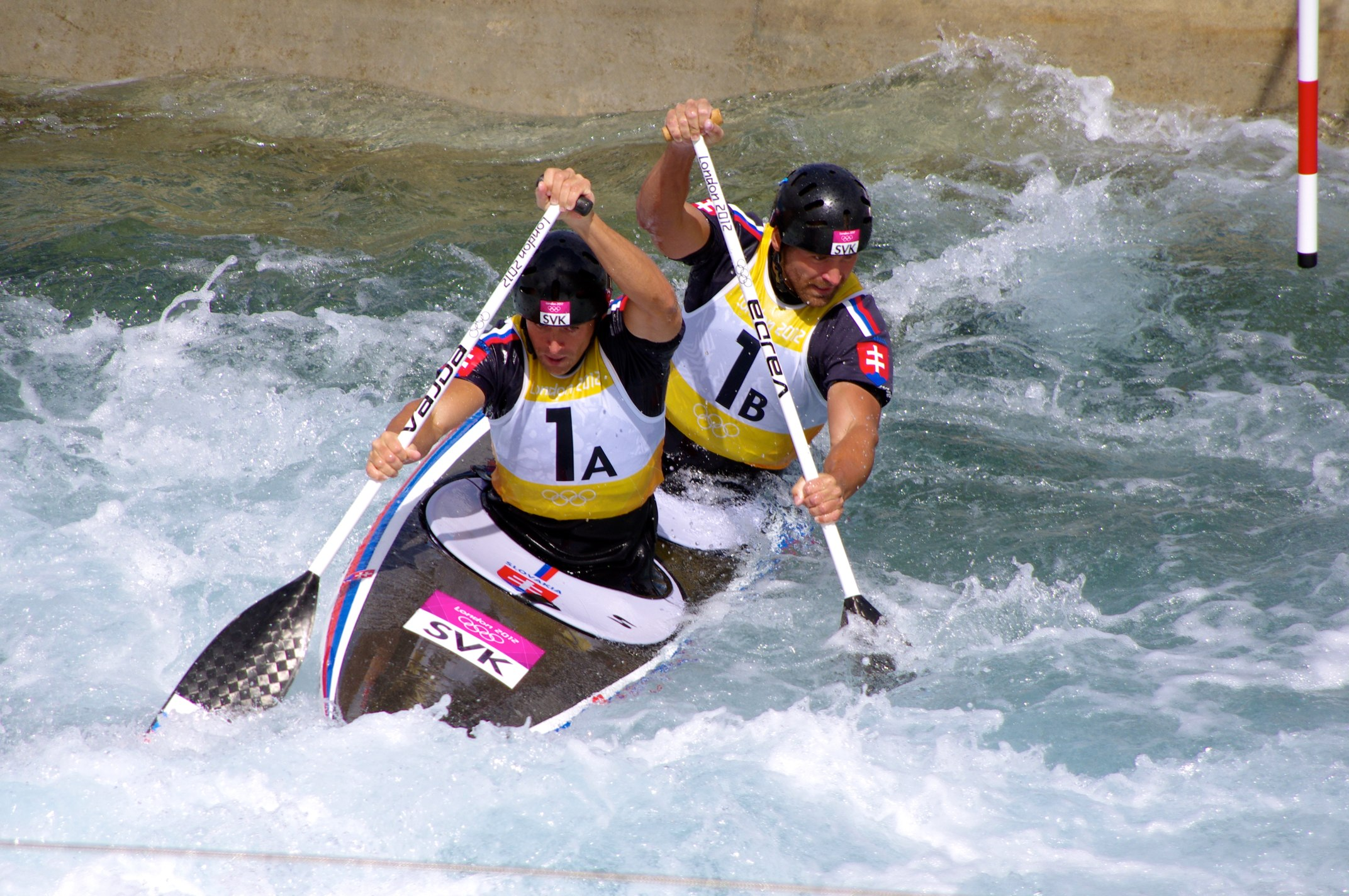
Les jumeaux Hochschorner

- 1972 : Les jumelles skieuses de fond canadiennes Sharon (en) et Shirley Firth (en) membres de la tribu indienne des Gwich’in, sont les premières autochtones à représenter le Canada aux Jeux Olympiques, elles seront décorées de la Médaille du jubilé d'or de la reine Élisabeth II[6].
- 1980 : Les jumeaux lutteurs russes Sergey et Anatoliy Beloglazov sont tous les deux champions olympiques pour l'URSS, Anatoliy a du perdre du poids pour ne pas concourir dans la même catégorie que son frère[7].
- 1980 : Le 24 juillet, première finale avec deux jumelles identiques[8], Ann Osgerby finira quatrième du 100 mètres nage libre et Janet Osgerby prendra la huitième place, elles n'avaient que 17 ans[9].
- 1980 : Les jumeaux de l'Allemagne de l'Est Jörg et Bernd Landvoigt sont champions olympiques du deux sans barreur de l'Aviron, ils ont battu une autre paire de jumeaux russes et soviétiques en finale Yuriy et Nikolay Pimenov[10].
- 1984 : Au slalom Hommes des Jeux d'hiver de Sarajevo, les jumeaux américains Phil et Steve Mahre sont les premiers à prendre les deux premières places d'un podium d'un sport individuel, ils sont également les premiers frères[11].
- 1984 : L'athlète porto-ricaine Madeline de Jesús (en) participant le même jour au relais et au saut en longueur, décide de ne pas courir le relais 4 x 400 mètres, et de se faire remplacer par sa sœur jumelle Margaret (en). Leur entraîneur n'apprenant lui-même le leurre qu'après coup décide de dissimuler le subterfuge[10].
- 1992 : En natation synchronisée, le duo américain Caroline et Georgina Evers-Swindell remporte l'or devant le duo canadien Penny et Vicky Vilagos, douze ans après l'aviron Hommes, cette fois ce sont quatre jumelles sur les deux plus hautes marches d'un podium olympique[10].
- 2000 : Pavol et Peter Hochschorner commencent leur série de médailles en canoë-kayak biplace, les jumeaux slovaques ont remporté trois médailles d'or et une de bronze en quatre Olympiades[10].

- 2006 : L'Équipe de Suède de hockey sur glace devient championne olympique avec les jumeaux Henrik et Daniel Sedin, elle a comme gardien de but Henrik Lundqvist son jumeau Joel était pré-sélectionné mais n'a pas été retenu au dernier moment[12], il sera champion du monde avec l'équipe de Suède trois mois plus tard.
- 2016 : Au départ du marathon féminin, les jumelles nord-coréennes Kim Hye-gyong et Hye-song, les jumelles allemandes Anna et Lisa Hahner et pour la première fois aux Jeux Olympiques des triplées estoniennes Luik sont au départ pour cette compétition historique de Rio de Janeiro 2016[13].

## Médailles aux jeux olympiques
Le nombre de médailles relatif à un seul jumeau est trop important pour être dénombrer dans ces tableaux.
Ces listes prennent en compte en sport individuel, aux moins une médaille olympique pour chacun des jumeaux, pouvant être dans des sports différents, ce qui n'est jamais arrivé jusqu'à présent.
Concernant les sports par équipe, sont pris en compte les palmarès avec au moins une médaille d'or ayant été obtenus ensemble en duo ou dans un collectif ; les médaillés sans titre olympique sont trop nombreux pour être dénombrés dans ces tableaux.
Aucun palmarès n'a été recensé à ce jour où chacun des jumeaux ont au moins une médaille mais l'un dans un sport individuel et l'autre dans un sport collectif. Ces tableaux ne dénombrent encore aucun couple de jumeaux de sexe différents.

### Médailles aux jeux olympiques d'été

#### Sports individuels

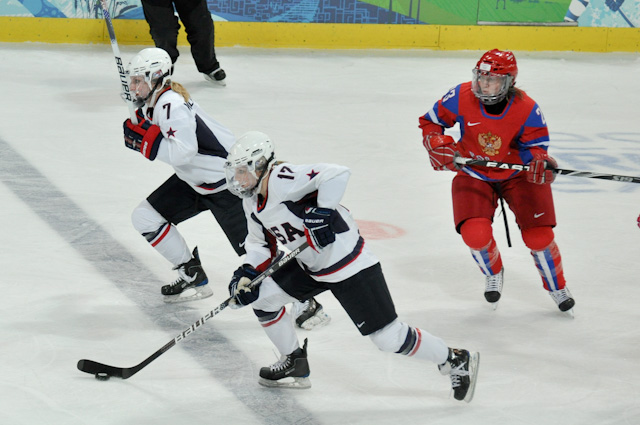
Monique (7) et Jocelyne (17) Lamoureux lors des Jeux olympiques de Vancouver.

| Sport | Jumeaux                               | Médailles                                                                                        | Années          |
| Lutte |                                       |                                                                                                  |                 |
| ----- | ------------------------------------- | ------------------------------------------------------------------------------------------------ | --------------- |
| Lutte | Sergey Beloglazov Anatoliy Beloglazov | Médaille d'or, Jeux olympiques · Médaille d'or, Jeux olympiques · Médaille d'or, Jeux olympiques | 1980, 1988 1980 |
| Lutte | Tom Brands Terry Brands               | Médaille d'or, Jeux olympiques · Médaille de bronze, Jeux olympiques                             | 1996 2000       |
| Lutte | Kenichi Yumoto Shinichi Yumoto        | Médaille de bronze, Jeux olympiques · Médaille de bronze, Jeux olympiques                        | 2008 2012       |

#### Sports collectifs
| Sport                       | Jumeaux                                                                                          | Médailles d'or                                                  | Années           | Autres médailles obtenues ensemble |
| Sports en double            | Sports en double                                                                                 | Sports en double                                                | Sports en double | Sports en double                   |
| Aviron                      |                                                                                                  |                                                                 |                  |                                    |
| --------------------------- | ------------------------------------------------------------------------------------------------ | --------------------------------------------------------------- | ---------------- | ---------------------------------- |
| Aviron                      | Jörg et Bernd Landvoigt                                                                          | Médaille d'or, Jeux olympiques · Médaille d'or, Jeux olympiques | 1976, 1980       | 1972 avec le huit national         |
| Aviron                      | Caroline et Georgina Evers-Swindell                                                              | Médaille d'or, Jeux olympiques · Médaille d'or, Jeux olympiques | 2004, 2008       |                                    |
| Canoë-kayak                 |                                                                                                  |                                                                 |                  |                                    |
| Pavol et Peter Hochschorner | Médaille d'or, Jeux olympiques · Médaille d'or, Jeux olympiques · Médaille d'or, Jeux olympiques | 2000, 2004, 2008                                                | 2012             |                                    |
| Natation synchronisée       |                                                                                                  |                                                                 |                  |                                    |
| Sarah et Karen Josephson    | Médaille d'or, Jeux olympiques                                                                   | 1992                                                            | 1988             |                                    |
| Tennis                      |                                                                                                  |                                                                 |                  |                                    |
| Bob et Mike Bryan           | Médaille d'or, Jeux olympiques                                                                   | 2012                                                            | 2008             |                                    |
| Sports par équipes (4 ou 8) |                                                                                                  |                                                                 |                  |                                    |
| Aviron                      |                                                                                                  |                                                                 |                  |                                    |
| Ullrich et Walter Dießner   | Médaille d'or, Jeux olympiques                                                                   | 1980                                                            | 1976             |                                    |
| Mark et Michael Evans       | Médaille d'or, Jeux olympiques                                                                   | 1984                                                            |                  |                                    |
| Tir                         |                                                                                                  |                                                                 |                  |                                    |
| Vilhelm et Eric Carlberg    | Médaille d'or, Jeux olympiques · Médaille d'or, Jeux olympiques                                  | 1912 (x2)                                                       | 1908 1912 (x2)   |                                    |
| Sports collectifs           |                                                                                                  |                                                                 |                  |                                    |
| Handball                    |                                                                                                  |                                                                 |                  |                                    |
| Katrine et Kristine Lunde   | Médaille d'or, Jeux olympiques · Médaille d'or, Jeux olympiques                                  | 2008, 2012                                                      |                  |                                    |
| Hockey sur gazon            |                                                                                                  |                                                                 |                  |                                    |
| Sonia et Sandra Chick       | Médaille d'or, Jeux olympiques                                                                   | 1980                                                            |                  |                                    |

### Médailles aux jeux olympiques d'hiver

#### Sports individuels
| Sport                  | Jumeaux                                                                                                  | Médailles                                                                                                  | Années         |
| Patinage de vitesse    | | |                |
| ---------------------- | --- | --- | -------------- |
| Patinage de vitesse    | Michel Mulder Ronald Mulder                                                                              | Médaille d'or, Jeux olympiques · Médaille de bronze, Jeux olympiques · Médaille de bronze, Jeux olympiques | 2014 (x2) 2014 |
| Ski alpin              | | |                |
| Phil Mahre Steve Mahre | Médaille d'or, Jeux olympiques · Médaille d'argent, Jeux olympiques · Médaille d'argent, Jeux olympiques | 1984, 1980 1984                                                                                            |                |

#### Sports collectifs
| Sport                         | Jumeaux                        | Médailles d'or                 | Années                      | Autres médailles obtenues ensemble |
| Sports par équipes (4 ou 8)   | Sports par équipes (4 ou 8)    | Sports par équipes (4 ou 8)    | Sports par équipes (4 ou 8) | Sports par équipes (4 ou 8)        |
| Biathlon                      |                                |                                |                             |                                    |
| ----------------------------- | ------------------------------ | ------------------------------ | --------------------------- | ---------------------------------- |
| Biathlon                      | Vita et Valj Semerenko         | Médaille d'or, Jeux olympiques | 2014                        |                                    |
| Sports collectifs             |                                |                                |                             |                                    |
| Hockey sur glace              |                                |                                |                             |                                    |
| Henrik et Daniel Sedin        | Médaille d'or, Jeux olympiques | 2006                           |                             |                                    |
| Jocelyne et Monique Lamoureux | Médaille d'or, Jeux olympiques | 2018                           | 2010 2014                   |                                    |

## Triplettes olympiques
L'historien américain spécialiste des Jeux olympiques Bill Mallon déclare avant les Jeux de Rio 2016 que deux cents paires de jumeaux ont déjà participé aux Jeux mais jamais de triplés sont entrés dans l'histoire olympique entre 1896 et 2014.
Le 14 août 2016, le marathon féminin assiste à une première dans l'histoire des Jeux, les premières triplées pour le coup identiques viennent d'Estonie et ont réussi toutes les trois à se qualifier pour une des plus vieilles épreuves des Olympiades, Lily Luik finit 97e sur les 158 participantes du marathon, Leila prend la 114e place et Liina ne termine pas la course.